# L'Espérance (Nickerierivier)

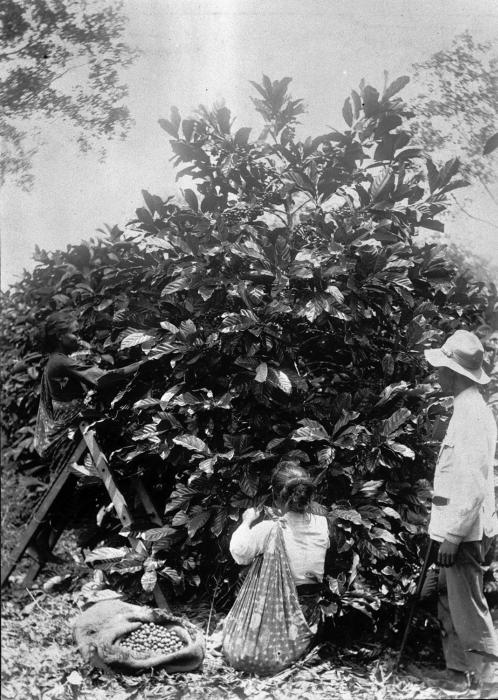
Koffiebonenpluk

L'Espérance was een koffieplantage aan de Nickerie-rivier in het district Nickerie in Suriname. 
Koffieplantage L'Esperance is aangelegd na 1825 door landdrost G.H. van Kempen en lag aan de Nickerierivier, tussen Huntly en De Nieuwe Aanleg. 
In 1827 was de plantage 500 akkers groot, wat neerkomt op 215 Ha.
In 1835 ging het eigendom over naar de ambtenaar Hermanus Johannes Braam. Deze verliet de plantage al snel en bracht de slaven over naar Botany Bay, die hij ook in zijn bezit had. De plantage werd daarna niet meer in gebruik genomen.